# Du’a Khalil Aswad
Du’a Khalil Aswad (arabisch دعاء خليل أسود Dua Chalil Aswad, DMG Duʿāʾ Ḫalīl Aswad; * 1989 oder 1990; † 7. April 2007 in Baschiqa, Irak) war ein siebzehnjähriges jesidisches Mädchen, das vermutlich bei einem sogenannten Ehrenmord in Baschiqa im nördlichen Irak von einer Menschenmenge gesteinigt wurde. Ein Video des Lynchmordes, das offensichtlich von einer Person aus der Menschenmenge mit einer Handykamera aufgenommen wurde, wurde ins Internet gestellt und sorgte weltweit für Entsetzen. Gerüchte, dass das Mädchen vor seiner Steinigung angeblich zum Islam übergetreten sei, führten zu einer massiven Verstärkung muslimischer Ressentiments gegen Jesiden. Mehrere brutale Terroranschläge in der Folgezeit, die sich ausschließlich gegen Jesiden richteten, werden als Racheakte muslimischer Extremisten für die Steinigung gedeutet.

## Tatverlauf und Ermittlungen
Die in Baschiqa bei ihren Eltern wohnhafte Du’a Khalil Aswad verliebte sich als jesidisches Mädchen in einen jungen sunnitischen Mann. Da dies nach der jesidischen Tradition verboten war, versteckte sich das Liebespaar an einem Ort in Baschiqa. Du’as Familie meldete ihr Verschwinden bei der Polizei, die Du’a nach wenigen Tagen fand. Du’a wurde nach Angaben der kurdischen Frauenrechtlerin Diana Nammi ins Gefängnis geworfen, jedoch einige Tage später nach Hause geschickt, nachdem ihre Familie der Polizei versichert haben soll, dass ihr nichts angetan werde. Es wird berichtet, dass eine Menschenmenge ins Haus eindrang und Du’a herausholte, um sie danach zu ermorden. Nammi vermutet, Du’as Onkel als Familienvorstand habe sie an die Täter verraten. Mehrere hundert Männer, darunter nach Berichten sowohl Polizisten als auch Familienmitglieder, steinigten, trampelten und prügelten sie zu Tode. Nach einer halben Stunde waren ihre verzweifelten Schreie verstummt, und sie war tot. Berichtet wird zudem, dass Polizisten dem Treiben eine halbe Stunde lang tatenlos zusahen. Du’as Leiche wurde verbrannt und mit den Überresten eines Hundes verscharrt. Der Leichnam wurde später auf gerichtliche Anordnung hin exhumiert, um Du’as Jungfräulichkeit zu überprüfen. Du’as Freund hielt sich dagegen versteckt und brachte sich in Sicherheit. Die Forensiker stellten fest, dass Du’as Hymen intakt war und sie sich somit nicht des Verbrechens des außerehelichen Geschlechtsverkehrs schuldig gemacht hatte. Die Täter hatten keine schweren Strafen zu befürchten, da die Höchststrafe für einen Ehrenmord im Irak bei sechs Monaten Haft liegt.

## Das Video
In diesem Video ist unter anderem zu erkennen, wie das Mädchen um Hilfe schreit, während ihm einige Personen aus der Menschenmenge in die Magengegend treten. Schließlich lässt ein Mann einen großen Stein auf ihren Kopf fallen, woraufhin sie regungslos und blutüberströmt liegen bleibt. Ebenfalls ist in dem Video zu sehen, dass das Mädchen bei seiner Steinigung teilweise entblößt wurde, was zeigen soll, dass es seiner Familie und der Religion der Jesiden Schande gebracht hat. Im Verlauf des Videos kann man auch irakische Sicherheitskräfte sehen, die der Steinigung tatenlos zuschauen.

## Das Motiv der Steinigung
Auch wenn das Motiv für die Steinigung nicht klar ist, deutet alles auf einen Ehrenmord hin. Weitere Quellen behaupten, dass das Mädchen angeblich wegen des Übertritts zum Islam gesteinigt worden sei. Der Übertritt zum Islam soll wegen der Liebe zu einem sunnitischen Jungen erfolgt sein.

## Beerdigung und Reaktionen
Nach dem ca. 30 Minuten langen grausamen Mord wurde das Mädchen verbrannt und zusammen mit den Überresten eines Hundes begraben, was ihre Wertlosigkeit demonstrieren sollte. International erregte die grausame Steinigung große Empörung. Amnesty International reagierte mit einem Aufruf gegen Ehrenmorde. Vier Männer wurden im Zusammenhang mit dem Mord im Nordirak verhaftet. Mehrere hundert Demonstranten nahmen an einer Demonstration in Erbil teil, die ein Ende der Ehrenmorde forderte.
Am 22. April 2007 wurden bei Mossul 23 (nach anderen Angaben 24) Jesiden von sunnitischen Extremisten erschossen. Ein Bus mit Arbeitern einer Textilfabrik, die auf dem Heimweg nach Baschiqa waren, wurde von den Tätern angehalten. Die anwesenden 24 Jesiden wurden aus dem Bus gezerrt und am Stadtrand exekutiert. Es wird davon ausgegangen, dass auch die verheerenden Bombenanschläge auf zwei ausschließlich von Jesiden bewohnte nordirakische Ortschaften am 14. August 2007 ein Racheakt sunnitischer Extremisten für die Steinigung waren. Bei den Anschlägen wurden fast 800 Menschen ermordet und mehr als 1500 verletzt.

## Belege
1. ↑  Video Captures Stoning of Kurdish Teenage Girl (Memento vom 9. Januar 2016 im Internet Archive). Assyrian International News Agency, 25. April 2007.
2. 1 2  Ayhem Omar: Survivors of bombs left to die in rubble. (Memento des Originals vom 9. November 2020 im Internet Archive)  Info: Der Archivlink wurde automatisch eingesetzt und noch nicht geprüft. Bitte prüfe Original- und Archivlink gemäß Anleitung und entferne dann diesen Hinweis. The Times, 19. August 2007.
3. 1 2  Cornelia Fuchs: Mädchen wegen Liebe zu Tode gesteinigt. Der Stern, 17. Mai 2007.
4. ↑  Kocho: ISIS Massacre of the Yezidi People. Chapter 1: The Haj Festival. Medeast.org, November 2018, S. 9.
5. ↑   Du’a Khalil Aswad (Video) (Memento vom 25. Mai 2015 im Internet Archive)
6. ↑  Daily Mail: The moment a teenage girl was stoned to death for loving the wrong boy, 3. Mai 2007
7. 1 2  Amnesty International – Iraq: Amnesty International appalled by stoning to death of Yezidi girl and subsequent killings www.amnesty.org, 27. April 2007, abgerufen am 21. Oktober 2018.
8. ↑  Iraq: 'Honour Killing' of teenage girl condemned as abhorrent (Memento vom 9. Januar 2016 im Internet Archive). Amnesty International, 1. Mai 2007.
9. ↑  Iraq: Amnesty International appalled by stoning to death of Yezidi girl and subsequent killings. Amnesty International, 27. April 2007.
10. ↑  Yazidi girl's murder sparks widespread condemnation (Memento vom 15. Mai 2007 im Internet Archive). The Globe, 5. Mai 2007.
11. ↑  Mark Lattimer: Freedom Lost. The Guardian, 13. Dezember 2007.
12. ↑  United States Commission on International Religious Freedom: Iraq Report - 2008.

| Personendaten    | Personendaten                          |
| ---------------- | -------------------------------------- |
| NAME             | Khalil Aswad, Du’a                     |
| KURZBESCHREIBUNG | irakische Kurdin, ermordet (Ehrenmord) |
| GEBURTSDATUM     | 1989 oder 1990                         |
| STERBEDATUM      | 7. April 2007                          |
| STERBEORT        | Baschiqa (Irak)                        |